# Amvrosij (Vajnahij)
Amvrosij (světským jménem: Vasyl Vasylovyč Vajnahij; * 13. března 1985, Buštyno) je ukrajinský duchovní Ukrajinské pravoslavné církve Moskevského patriarchátu, arcibiskup zhurivský a vikář boryspilské eparchie.

## Život
Narodil se 13. března 1985 v sídle Buštyno.
Po střední škole nastoupil na Kyjevský duchovní seminář a následně na Kyjevskou duchovní akademii. Dne 21. prosince 2008 byl arcibiskupem boryspilským Antonijem (Pakanyčem) postřižen na monacha se jménem Amvrosij na počest svatého Ambrože Milánského. Dne 14. ledna 2009 byl stejným arcibiskupem rukopoložen na jerodiákona a 12. dubna metropolitou kyjevským Volodymyrem (Sabodanem) na jeromonacha. Po vysvěcení začal přednášet na Kyjevských duchovních školách.
Od 30. srpna 2013 byl starším asistentem rektora akademie pro akademickou činnost a 8. ledna 2014 byl povýšen na archimandritu. Tuto funkci vykonával do 3. dubna 2019, kdy jej Svatý synod Ukrajinské pravoslavné církve zvolil biskupem zhurivským a vikářem boryspilské eparchie. Biskupská chirotonie proběhla 13. dubna v Kyjevskopečerské lávře. Hlavním světitelem byl metropolita kyjevský a celé Ukrajiny Onufrij (Berezovskyj), který jej 27. srpna 2024 povýšil na arcibiskupa.